# Málta közlekedése
Málta adottságaiból következően csak a tengeri és közúti közlekedésnek kedvez. Voltak kísérletek más eszközök használatára is, ezek azonban nem jártak tartós sikerrel.

## Közúti közlekedés

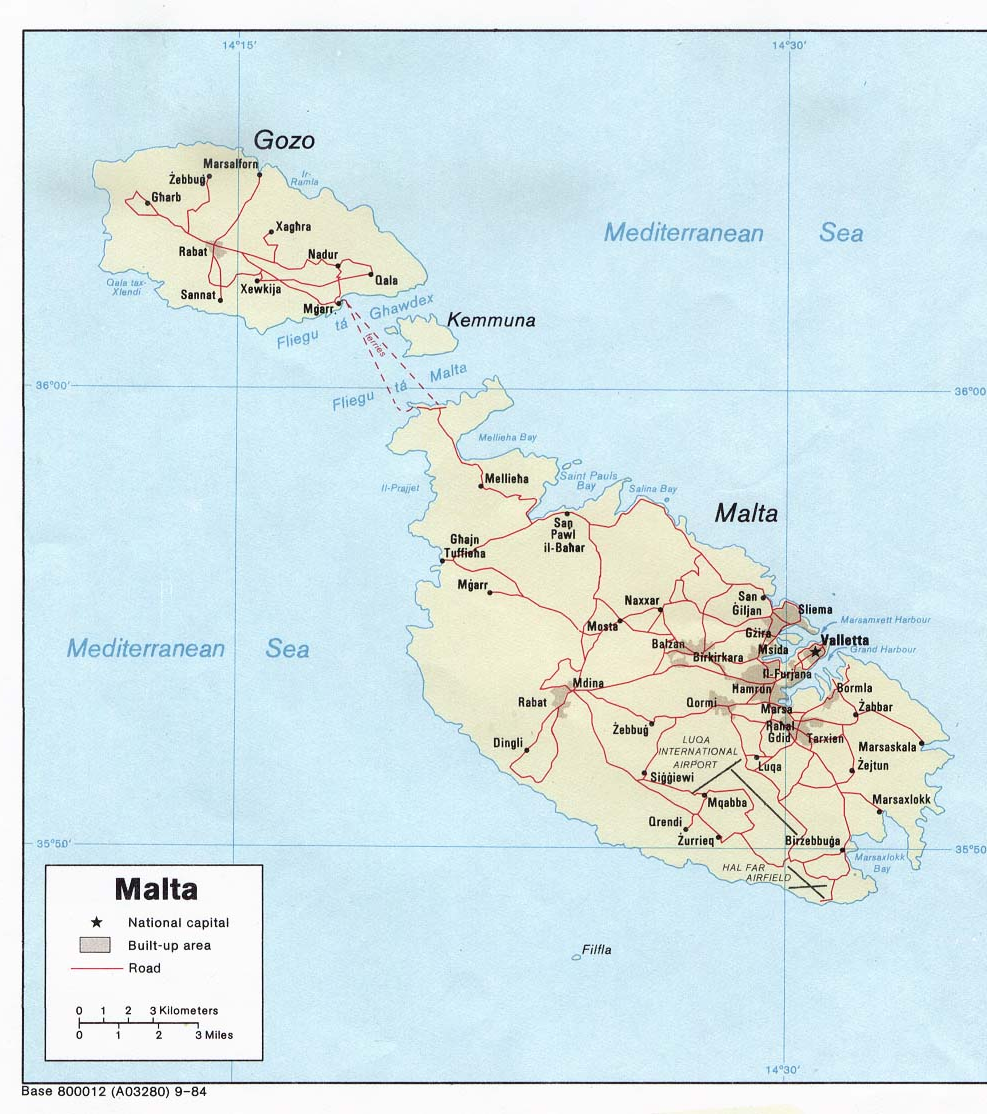
Málta főbb útvonalai (1984)

Máltán bal oldali közlekedés van érvényben. Az ország az ötödik a világon az egy főre jutó autók számát illetően (607 autó jut 1000 főre), hiszen a kis távolságok miatt néhány kivételtől (pl. Sliema) eltekintve nincs helyi közlekedés, a helyközi vonalak pedig erősen Valletta-centrikusak. A közutak teljes hossza 2254 km, ebből szilárd burkolatú 1972 km (87,5%). A főbb utak többsége is szűk, 2x1 sávos helyi út, a kisebb utakon általában éppen elfér 2 autó egymás mellett. Az utóbbi évtizedekben indult meg 2x2 sávos gyorsforgalmi utak építése a sziget belsejében a repülőtér és Mosta közötti területen.
A sebességhatárok: lakott területen 35 km/h, közúton 60 km/h, gyorsforgalmi úton (a 2x2 sávos utak egy része) 80 km/h.

### Taxi
Mint mindenhol, Máltán is vannak taxik. A fehér színű autókat az egész országban igénybe lehet venni, elvileg egységes áron. A gyakorlatban azonban sokszor a tömegközlekedésnél sokkal drágábban (15-20-szoros áron) szállítanak, és gyakran nem is óra szerint, hanem megérkezés után mondanak egy árat. A tömegközlekedési reform keretében 2010 májusától a taxiközlekedés reformja is elkezdődött. Most elvileg egységes (előre megállapított) áron kell szállítaniuk az utasokat. A taxik be is lesznek kamerázva.

### Autóbuszközlekedés

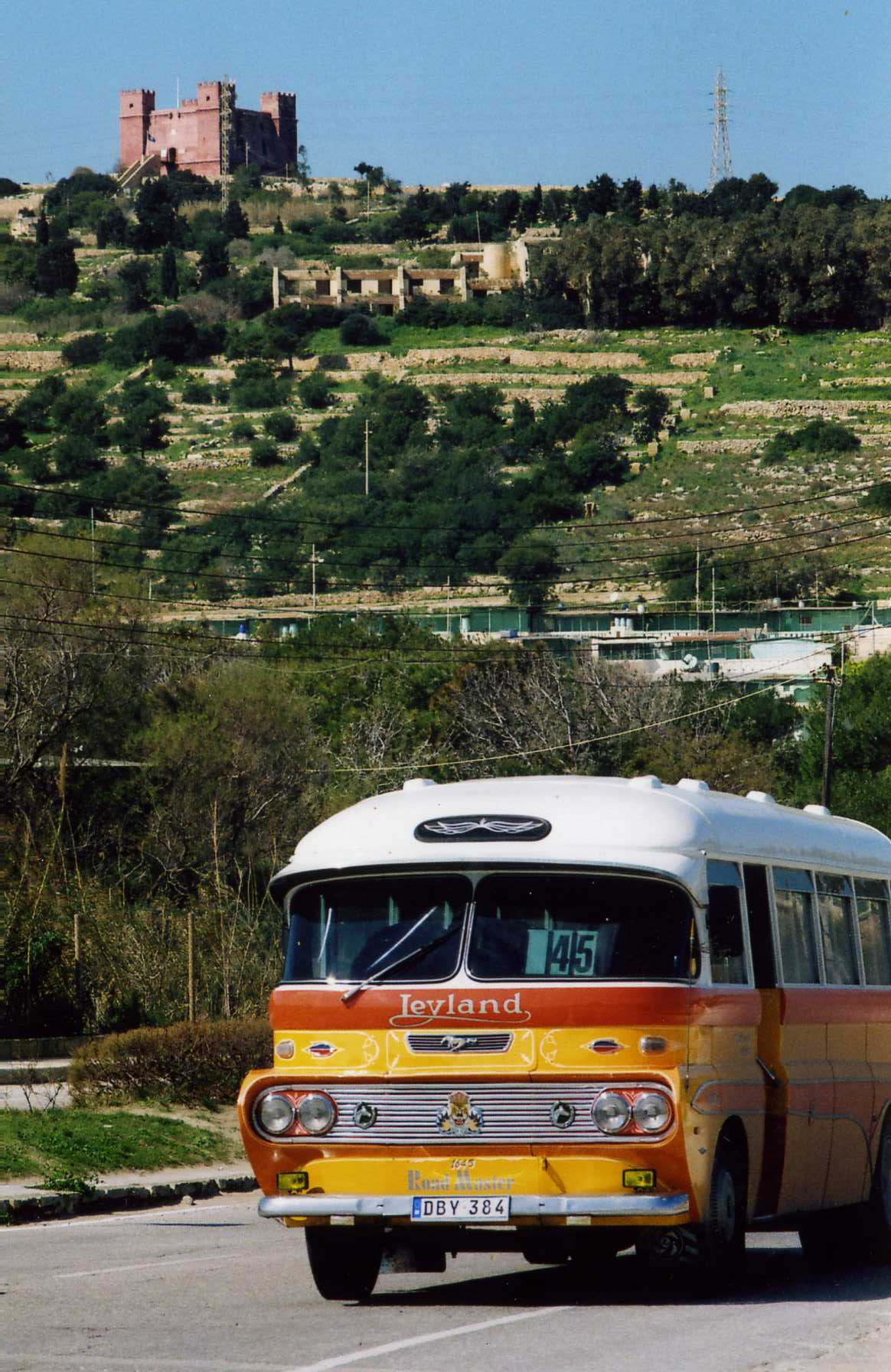
40-50 éves buszok világa volt

A tömegközlekedés legnagyobb hagyománnyal rendelkező eszközei az autóbuszok (xarabank, karozza tal-linja). A szigeteken 1905 óta járnak menetrend szerinti autóbuszok. 1920-ban megkezdődött a gyártás is, külföldi licenc alapján. Mivel a magánkézben lévő járművek állapotát senki nem ellenőrizte, 1931-ben létrejött a Traffic Control Board (Közlekedési Ellenőrző Bizottság), amelynek ellenőrző és szankcionáló jogköre biztosította, hogy a buszok egyre jobb állapotban jártak. Az 1977-es reformtól kezdve a buszok működtetőit tömörítő Assoċjazzjoni Transport Pubbliku (Tömegközlekedési Szövetség, ATP) formájában egy kézbe került az irányítás, egységes menetrendet vezettek be. 1981 és 1987 között a flotta jelentős modernizáláson esett át, összesen 260 használt buszt importáltak Nagy-Britannia városaiból. Később Kínából és Törökországból érkezett 150 alacsony padlós jármű, ezek sok hagyományos buszt váltottak ki. Minden modernizálás ellenére még mindig járnak az 50-es években épült buszok Málta útjain. 2005-ben több mint száz buszt kellett leselejtezni, ezzel megszűnt a hagyományos buszokkal működő túrabusz-forgalom. A jelenleg is zajló reform elindítását 2008-ban jelentette be a kormány (ld. következő pont), ennek keretében teljesen új buszközlekedést építenek ki a szigeteken.
A reform előtt a vonalak nagy része Valletta (Florianában lévő) nagy kerek pályaudvaráról indult Málta minden részébe, Gozón Rabat pályaudvara töltött be hasonló szerepet. A jelenlegi rendszer kevésbé centralizált.
2011 júliusáig az idősebb menetrend szerinti buszok önmagukban is turistalátványosságnak számítottak. Korábban minden vonal járművei más-más színre voltak festve, míg be nem vezették az egységes zöld festést, majd Máltán hagyományosan sötét sárga, Gozón szürke színűek voltak a buszok. Ma egységesen az Arriva kék festése jellemző. A buszok díszítése sokáig a sofőrök/tulajdonosok büszkesége volt. Különösen kedvelt volt a magasfényű króm alkatrészek használata, a díszítőfestés a járművek külsején is (virágminták, nonfiguratív díszítőmotívumok), egyedi festett utastájékoztató üzenetek (Welcome aboard, Pay as you enter), a lakóhely védőszentjének neve, jelvények, ereklyék a szélvédő mögött, idézetek (pl. Have good hearth) vagy szerencsét hozó jelvények.
A buszokon jellemzően jelezve volt a járatszám, ám az úticél szinte sosem.
Ezen kívül léteznek turista-szállító "mini-vonatok" (trackless train), amelyek működését szintén a tömegközlekedési hatóság irányítja. Ezek közlekedésében is változásokat jelentettek be 2010-től.
2011. július 3-ától mindössze 71 vonal maradt a szigeteken, amelyek átvették a korábbi vonalak szerepét. A rendszert működtető Arriva "új" buszokat hozott a szigetekre, amelyek a vonalakat kiszolgálják. Rendszer komoly zökkenőkkel indult, az új vonalak nagy részét visszavonták vagy erősen módosították. 2011. novembere óta az eredetihez sokban hasonlító vonalszerkezettel működik a szolgáltatás. 2014. január 1-jével az Arriva kivonult Máltáról, és az Arriva Malta tulajdonjogát 1 €-ért (és az adósságai átvállalásáért) eladta a Malta Public Transport Servicesnek.
Bővebben ld. a következő fejezetet.

### A tömegközlekedés reformja (2008 óta)
A reform 2008-ban indult, de a lényegi lépések csak egy évvel később kezdődtek el. Eszerint a 2009-ben létrehozott állami Transport Malta vállalat kezében összpontosulna a teljes máltai tömegközlekedés koordinációja. A reform másik fontos pontja, hogy a gazdaságtalan vonal-elosztás átszervezésével az eddigi járműszám fele (508 helyett 220) elég legyen a hálózat működtetéséhez, növelve a buszok kihasználtságát is. Fontos cél a florianai terminál részleges tehermentesítése, a hálózat decentralizálása is.
2008-ra elkészültek a tervek a vonalhálózat észszerűsítésére. 2009-ben 508 jármű teljesített szolgálatot Málta útjain, ezek közül azonban csak 101 felel meg a 2010-ben bevezetendő EU-szabványoknak. A minisztériumnak hosszas viták után sikerült megegyezésre jutnia a buszok tulajdonosaival és a sofőrökel a buszok megvásárlásáról
és a sofőrök átvételéről.
Márciusban elkezdték kicserélni a megállók régi vas/alumínium esőbeállóit üvegből készültekre. Emellett a tervek szerint a vallettai (tulajdonképpen Floriana területén lévő) terminál 2010. decemberére lekerül a Triton-kút környékéről a közeli St. James-árokba.
A taxik reformja keretében Malta szigetén 200 helyett 250 taxi fog járni, amelyek működtetését szigorú licenc megszerzéséhez kötik. A továbbra is maximalizált díjakat reklámok elhelyezésével az üzemeltetők csökkenthetik. A repülőtérre és az utasforgalmi kikötőbe három új terminálról is fix áron lehet majd eljutni. A minőséget több szigorú intézkedéssel igyekeznek tartani: a sofőrök büntetőpontokat kaphatnak, 200 pont a jogosítvány kétéves felfüggesztésével jár. Ezen kívül a taxikban biztonsági kamerákat helyeznek el, két vészjelző gombot (egyet a sofőr, egyet az utas részére), az órák működését kívülről ellenőrizhetővé teszik, kiszűrve ezzel a fekete fuvarokat, és a kocsikat GPS helymeghatározással követik. Ettől remélik az eddigi visszaélések csökkenését.
A létrehozandó új tömegközlekedés működtetésére négy konzorcium jelentkezett, amelyek közül az Arriva került ki győztesen. Az új buszközlekedés - hatalmas zűrzavar közepette - 2011. július 3-án lépett életbe, ettől Austin Gatt miniszter hosszú távon azt is reméli, hogy az autósok azon része, amely a felmérések szerint nyitott egy minőségi buszközlekedésre való átállásra, valóban a tömegközlekedést választja majd. A kormány 6,2 millió euróval támogatja a rendszer működését. Az új hálózaton 264 jármű (ebből 185 új) fog közlekedni, a 23.00 óráig tartó üzemidőn kívül 14 éjszakai járat is lesz, amelyek San Ġiljan pályaudvarán futnak össze. A buszok mindkét szigeten egységes akvamarin színűek lesznek, ugyanis ez az Arriva hivatalos színe. A florianai pályaudvaron, valamint Marsa és Luxol területén P+R parkolók fognak kapcsolódni a buszhálózathoz.
Az új buszközlekedési rendszer első napjai nagy káoszt eredményeztek: a cég tarthatatlan munkafeltételei miatt kb. 60 sofőr nem vette fel a munkát, őket egyszerűen kirúgták, de a kieső járatok miatt több órás késések voltak, a várakozók a tűző napon álltak, információt a cég sem mindig tudott adni. A buszok közül több lerobbant, a csuklós buszok pedig nem tudtak manőverezni a szűk máltai utakon. Mindössze három hét után a cég máris 27 módosítást jelentett be a 71 útvonalon. Még így is maradtak olyan járatok, amelyek egyedül szolgálják ki az ország lakosságának 1/10-ét, és nagyon kevesen használták ki a buszok adta lehetőségeket, ezért 2011 novemberében ismét jelentősen átalakították a vonalakat. Minden település közvetlen összeköttetést kapott Valletta és a Mater Dei kórház felé.
2014. január 1-jével az Arriva kivonult Máltáról, eladva tulajdonjogát 1 €-ért (és majdnem 8 millió eurónyi adóssága átvállalásáért) a tömegközlekedést irányító Malta Public Transport Servicesnek. A hatóság azonnal nekikezdett az átszervezésnek, újra alvállalkozókkal működtetve az egyes buszjáratokat. Ez magával hozza az útvonalak átszervezését is.
A buszközlekedés mellett új vízitaxi-rendszert vezettek be a Marsamxett és a Nagy Kikötő városai között, valamint épült egy lift Vallettában a Lascaris Wharf (a bormlai vízitaxik kikötője) és a Barakka-kert között, amely a vízitaxik jegyével ingyen használható.
A tervek szerint a teljes átalakításnak 2015-ig kell megvalósulnia.

## Vasút és villamos
A brit uralom idején két kísérlet is történt, hogy az akkor legmodernebbnek számító kötöttpályás közlekedést bevezessék Máltán.

### Malta Railway
1883. február 28-án megindult a vasútforgalom a sziget egyetlen vonalán, amely Vallettát kötötte össze Notabilével. Az eredeti tervek szerint a vonal elérte volna St. Paul's Bayt, ám ez sosem valósult meg. 1890-re az üzemeltető tönkrement, a közlekedés megszűnt. 1892-ben a kormányzat indította újra Malta Railway néven. 1900-ban a vonalat egy alagúton át meghosszabbították az Mtarfa melletti Museum állomásig. A máltai vasút legsikeresebb éve az 1904-1905-ös volt, ettől kezdve a forgalma visszaesett, mivel az autóbuszok gyorsabb és rugalmasabb összeköttetést biztosítottak. Hátrány volt, hogy kizárólag személyszállításra épült, javakat soha nem szállított. 1928-ban a kormányzat megkísérelte a vasút privatizációját, ez azonban nem történt meg, és 1931. március 31-én megszűnt Málta egyetlen vonala.
Eredetileg naponta hét vonatpár járt a vonalon, ez 1913-ra 14-re nőtt. Összesen 10 mozdonya volt, amelyek közül költséghatékonysági okokból csak 7 üzemelt. A 63 alkalmazott nagy része hosszú műszakokban (14 óra naponta) dolgozott, nagyon szerény fizetésért.
Állomásai: Valletta - Portes des Bombes - San Giuseppe - Msida - Santa Venera - Birkirkara - Balzan - San Anton - Attard - San Salvatore - Notabile - Museum

### Villamosközlekedés
1905. február 23-án indult meg a villamosforgalom Valletta, a Három Város, Żebbuġ és Ħamrun között. A buszok elterjedésével megcsappant a forgalma, végül 1929. december 15-én megszüntették.

## Hajózás
Málta sziget-voltából adódóan mindig szorosan kötődött a tengerhez. Lakói a tengeren át érkeztek csakúgy, mint a későbbi hódítók. A sziget táplálékának jó részét is a halászat biztosította.

### Kikötőhelyek
Málta néhány kivételesen jó kikötőhellyel rendelkezik. A szigetekbe mélyen benyúló öblök az ókor óta vonzották a Földközi-tenger hajósait, a magányos kalózhajóktól a modern repülőgéphordozókig mindenfajta járműnek megfelelő kikötőt biztosítottak. Ma a legtöbb öblöt hullámtörők teszik biztonságosabbá, bár ezek állapota helyenként rossz vagy kritikus.

#### Nagy Kikötő

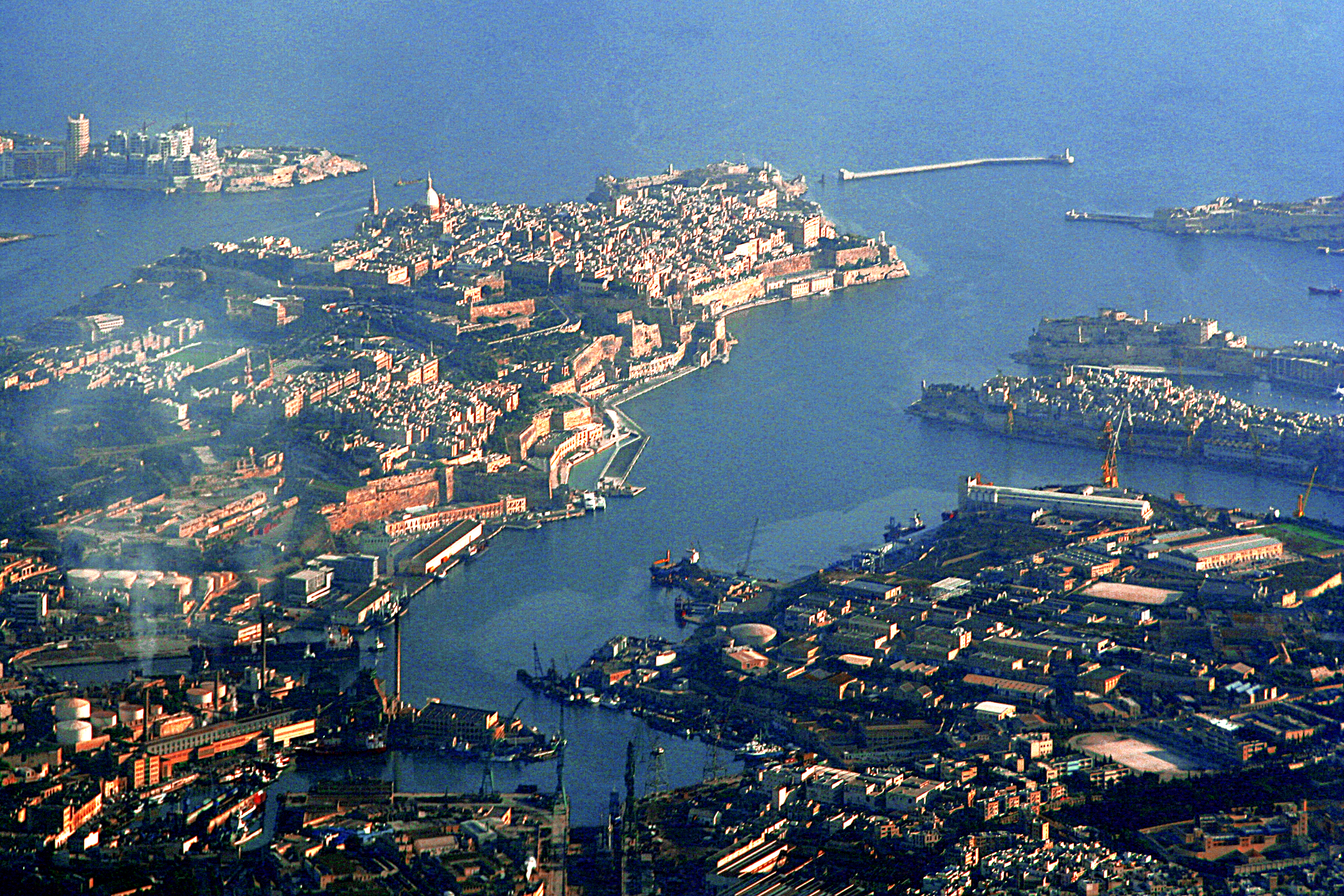
A Nagy Kikötő Vallettával

A leghíresebb kikötő a Port il-Kbir (angolul Grand Harbour, a Nagy Kikötő) öbölrendszere. Malta szigetének északkeleti partjából nyílik. A szárazföldbe mélyen benyúló vízfelületből további öblök nyílnak délkelet felé: a Rinella-öböl, a Kalkara Creek, a Dockyard Creek, a French Creek, dél felé pedig a New Port. Partjai mentén áll Kalkara, Bormla, Birgu, Isla, Paola, Marsa, Floriana és Valletta. Nyílását egy izolált hullámtörő zárja el. Innen több mint 3,5 kilométerre nyúlik be a szárazföldbe egészen Marsáig.
A történelem folyamán mindig a sziget egyik legfontosabb területe volt. A rómaiak, arabok, normannok és Málta hűbérurai is kikötőként használták. A johanniták itt szálltak partra, és körülötte építették ki városaikat. A britek hadikikötőnek használták, a függetlenné válás óta polgári kikötő, a körülötte fekvő részek az ország legdinamikusabban fejlődő területei.

#### Marsamxett
A Nagy Kikötővel párhuzamosan, a Sciberras-félsziget másik felén terül el a Marsamxett öböl (elferdített olasz nevén Marsamuscetto). Az öböl kiszélesedő részében áll a Manoel-sziget. Partjain terülnek el Valletta, Floriana, Pietà, Msida, Ta' Xbiex, Gżira és Sliema helyi tanácsai. Nyílása nem zárt, hossza 2,75 km.
Málta történelmében másodlagos szerepet kapott a Nagy Kikötő mellett, csak a 18. századtól települtek le a környékén. A britek hadikikötőnek használták, azóta csónak- és jacht-kikötő. Környéke Málta legsűrűbben lakott és leggyorsabban fejlődő része.

#### Délkeleti-öböl
Málta délkeleti végén nyílik. Szent György-öbölként volt ismert, ez a név ma a Birżebbuġa városánál lévő öbölrészt jelzi. Észak felé nyílik Marsaxlokk öble. Az öbölpár 2,5 kilométernyire nyúlik a szárazföldbe.
Ezt az öblöt tartják a föníciai partraszállás helyének. Ettől kezdve kis halásztelepülések övezték. Az 1565-ös Nagy Ostromra érkező törökök és Napóleon francia tábornok csapatai is itt szálltak partra. Gazdasági jelentősége a Malta Freeport (a szabadkikötő) építésével nőtt meg. Ennek építményei részben le is zárták az öböl nyílását.

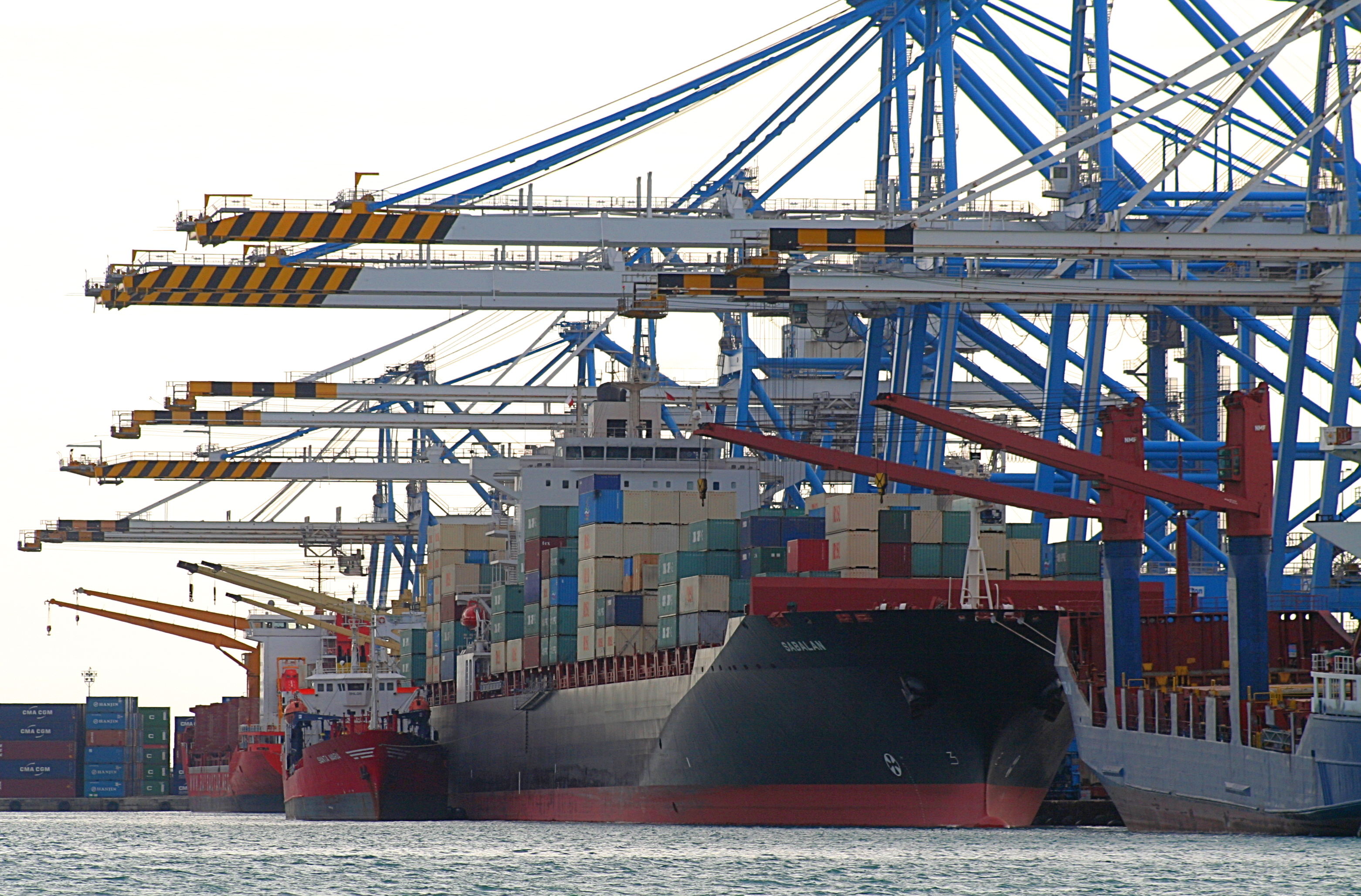
Hajó a szabadkikötőben

#### További öblök és kikötőhelyek Máltán

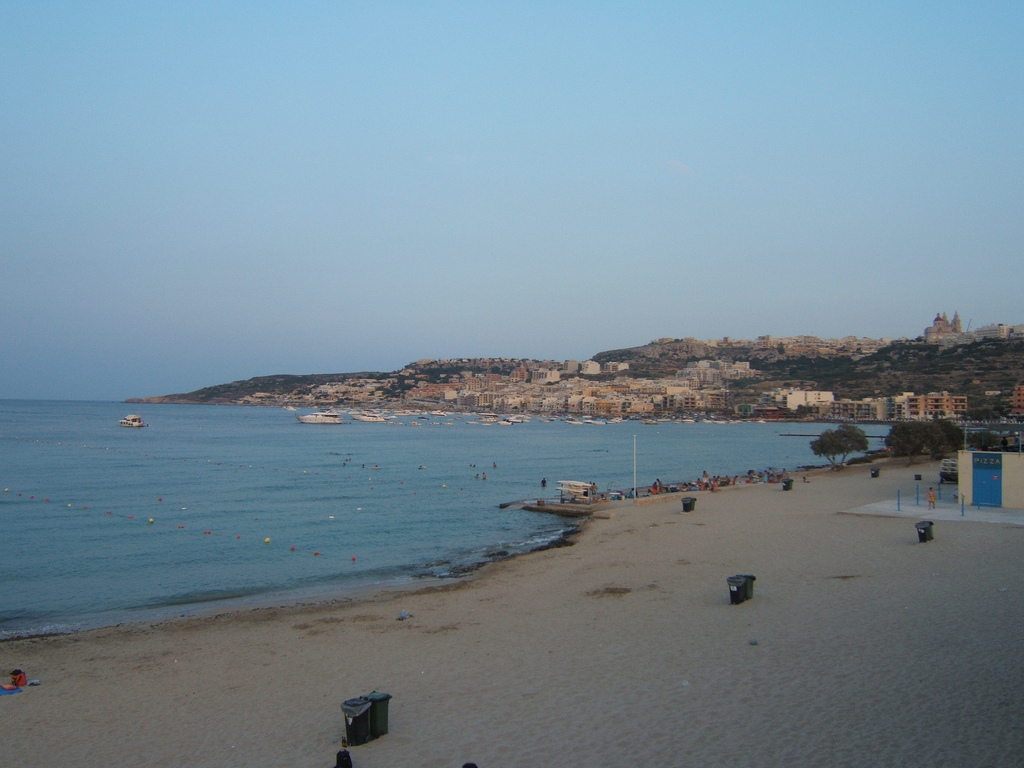
Mellieħa Bay

- Szent Tamás-öböl: Marsaskala mellett a keleti parton
- Balluta Bay (néha San Ġiljan-öböl): csónak- és jachtkikötő az északkeleti parton. 500 méterre nyúlik a szárazföldbe Sliema és San Ġiljan között
- St. George Bay: főként vízisportok kedvelt helyszíne
- Baħar iċ-Ċagħaq öböl: széles öböl az északi parton Baħar iċ-Ċagħaq területén, kikötője nincs
- Qalet Marku: elhagyott öböl az északi parton Baħar iċ-Ċagħaq mellett
- Salina Bay: keskenyedő, mély öböl Qawra mellett. Főként helyi hajósok használják
- Szent Pál-öböl: 3 km-es öböl San Pawl il-Baħar területén. Északról a Szent Pál-sziget határolja. Halászkikötő
- Mistra Bay: a Szent Pál-öböl egyik mélyedése
- Mġiebaħ Bay: apró szűk öböl
- Mellieħa-öböl: 3 km-es, széles öböl Mellieħa területén. Az Anchor Bay-jel együtt elválasztják a szigettől az északi félszigetet. Ma strand és csónakkikötő
- Az északi-félsziget öblei: Ramla tat-Torri, Armier Bay, Anchor Bay, Ramla Bay, Paradise Bay. Apró, sekély öblök, legtöbbjükben halászcsónakok sorakoznak. A Ramla Bay Ramla Tal-Qortin nevű részében van a cominoi csónakok egyik kiindulópontja
- Ċirkewwa: a gozoi kompok kikötőhelye
- Il-Prajjet (Anchor Bay, Horgony-öböl): apró öböl Málta nyugati partján, kikötésre alkalmatlan
- Ramla tal-Mixquqa (Golden Bay, Arany-öböl): széles öböl a nyugati parton, kikötésre nem alkalmas
- Għajn Tuffieħa Bay: Golden Bay déli ága
- Ġnejna Bay: Golden Baytől délre nyíló apró öböl, Nyugat-Málta egyik kijárata a tengerre
- Fomm ir-Riħ Bay: apró öböl a nyugati parton
- Wied iż-Żurrieq: apró öböl a déli parton Qrendi tanácsának területén. Kis kikötőjéből indulnak a Kék Barlanghoz tartó csónakok

#### Kikötőhelyek Cominón
- Bejn Il-Kmiemen: A Kék Lagúna Comino "bejárata", Malta felől Ramla Bay és Ċirkewwa kikötőiből, Gozo felől Mġarrból járnak ide csónakok
- Két apró öböl a sziget északi partján, amelyek a szálloda forgalmát is bonyolítják

#### Öblök és kikötőhelyek Gozo szigetén

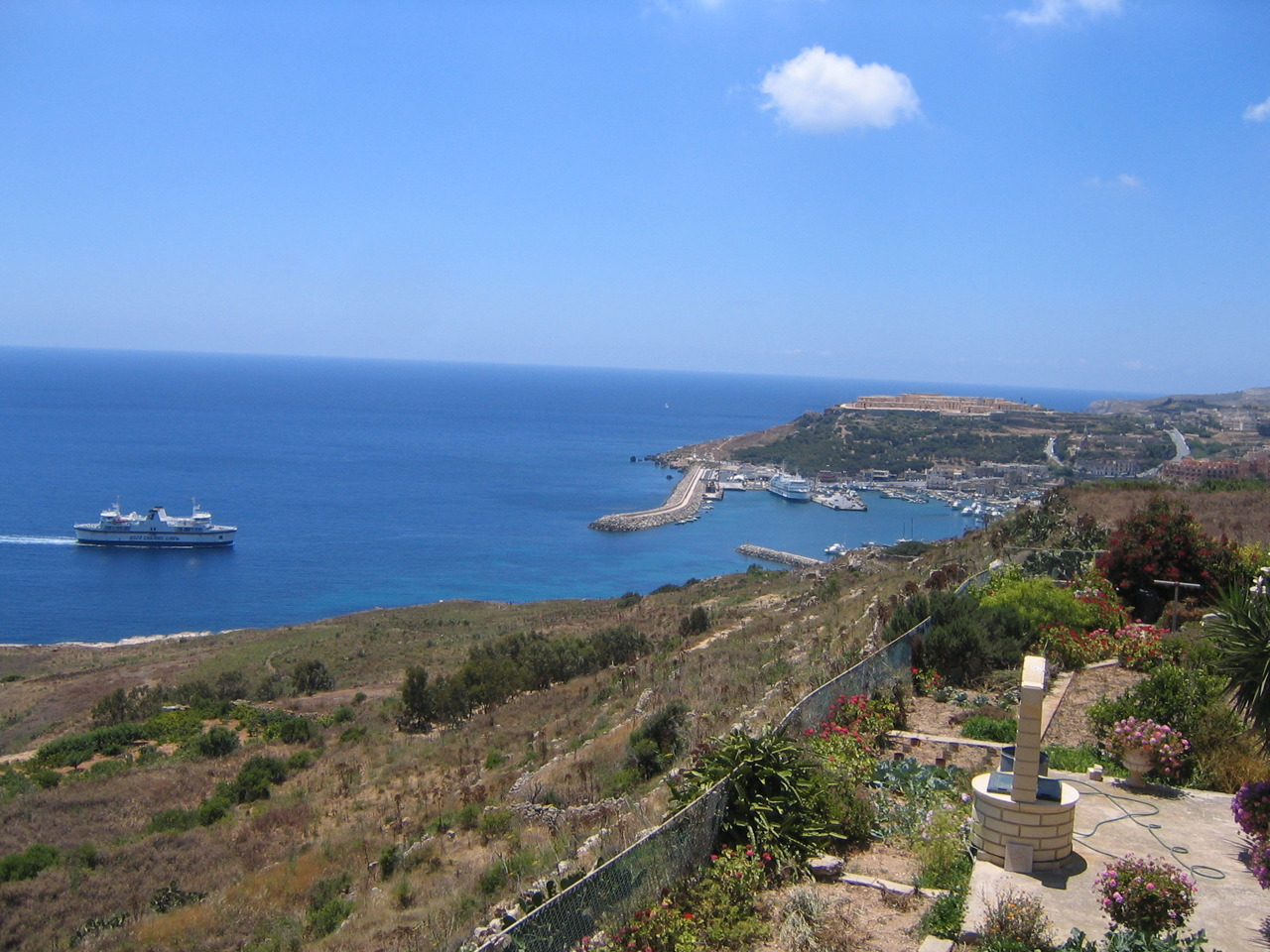
Mġarr kikötője

- Ramla tal-Mġarr: Gozo hagyományos kikötője a sziget délkeleti partján. Az 500 m széles, 250 m-re benyúló öböl fogadja a maltai kompokat és a nagyobb turistahajókat
- Ħondoq ir-Rummien Bay Qala mellett
- Daħlet Qorrot: Qalától északra
- Il-Qala ta' San Blas (San Blas Bay): Nadurtól északra
- Ramla il-Ħamra: az északnyugati part legkedveltebb fürdőhelye
- Marsalforn Bay: a Marsalforn kikötőjét befogadó öböl Gozo másik fontos kikötője. Jelenleg is sok csónak indul innen, bár az öböl hullámtörője rossz állapotban van
- Il-Qala tax-Xwieni: kis öböl Marsalforn mellett
- Dwejra-öböl: Gozo nyugati partján van ez a 300 m átmérőjű, majdnem kör alakú öböl. Hajózási jelentősége nincs. Tőle északra található az Qawra (Inland Sea, a Beltenger), amelyet egy szikla-alagút köt össze a tengerrel. Az Azúr Ablakhoz induló csónakok itt kötnek ki
- Xlendi-öböl és Il-Kantra: 400 méteres iker-öböl Gozo délnyugati partján Xlendinél. Csak csónakok kikötésére alkalmas. Tervek készültek egy hosszabb móló építésére, hogy nagyobb tengerjárók is kiköthessenek itt
- Mġarr ix-Xini: szűk öböl, egykor a sziget egyik fontos kikötőhelye, ma csak csónakok tudnak kikötni

### Hagyományos hajózás

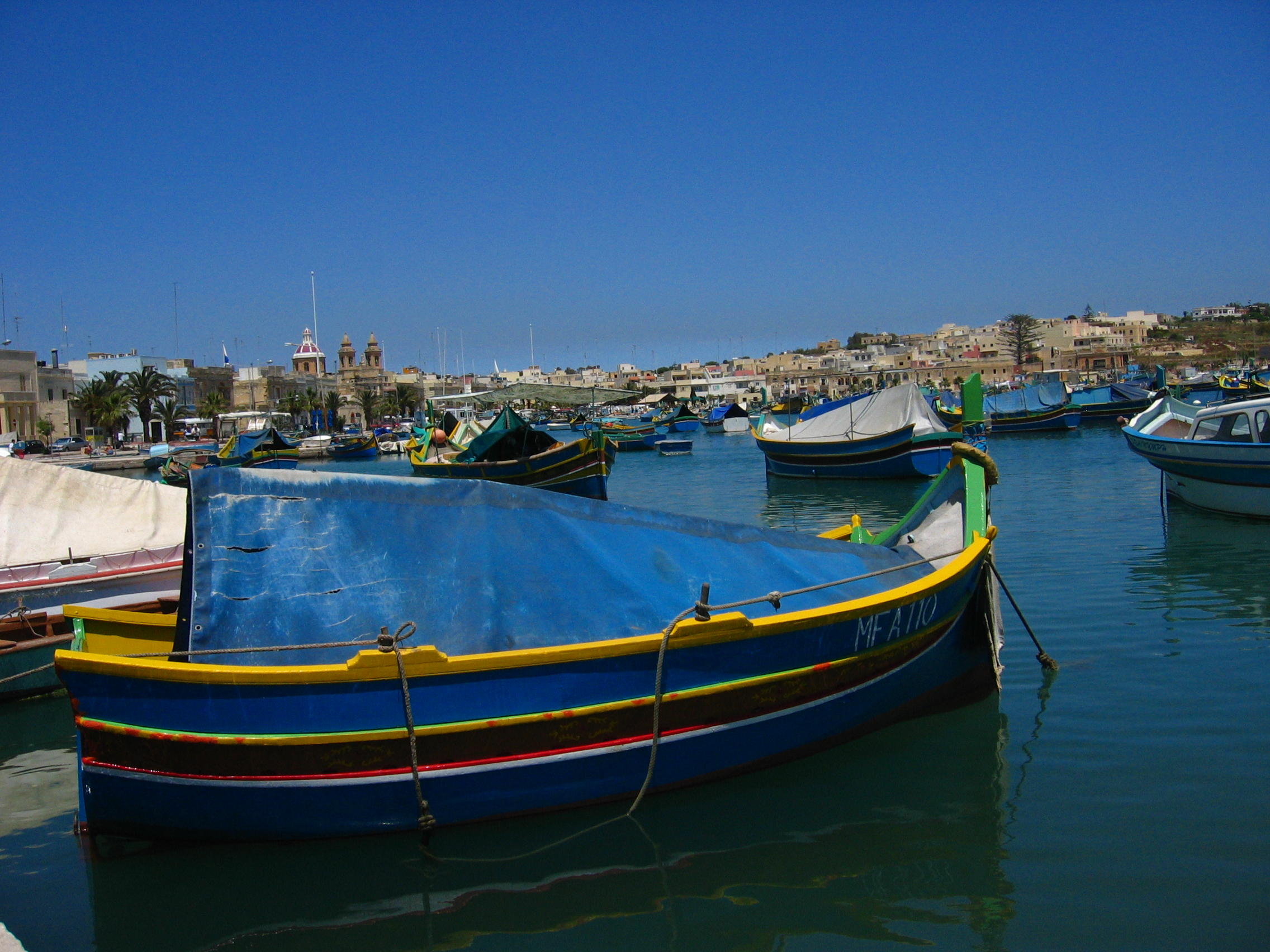
Kajjik Marsaxlokkban

A föníciai idők óta három hajótípust ismertek Máltán. Ma mindhármat hagyományos formában, de benzinmotorral használják.
- luzzu: A mindkét végén ívelt halászhajó-típust föníciai eredetűnek tartják. Eredetileg vitorla hajtotta, ma már csak motoros formában találkozhatunk vele. A csónakok orrukon a szemmelverés ellen óvó Osiris-szemet viselnek. Jellegzetes sokszínű festésük ma is megfigyelhető a kisebb kikötőkben. A luzzu - a dgħajsával együtt - azért tudott fennmaradni, mert formája rendkívül stabillá teszi a viharos tengeren is.
- kajjik: A luzzuval ellentétben csak egyik vége ívelt, a másik egy lappal van elzárva. Díszítése és tulajdonságai hasonlóak a luzzukéhoz.
- dgħajsa:[21] A velencei gondolákhoz hasonló kisebb, többnyire egyevezős, néhány személy szállítására alkalmas csónakot inkább csak az öblökben és a szigetek közötti közlekedésre használták. Legnagyobb fajtája, a tal-latini szolgált kompként Malta és Gozo között, közülük az utolsónak az újraépítésére külön projekt jött létre.

### Kompközlekedés
Malta és Gozo szigetei között az egyetlen egész évben üzemelő összeköttetést a Ċirkewwa és Mġarr, nyaranta a Sa' Maison (Floriana marsamxetti oldala) és Mġarr között is közlekedő kompok biztosítják. A középkor óta működő kompok eredetileg dgħajsa tal-mogħdija és dgħajsa tal-latini típusú hajók voltak, A 20. század második fele óta már autókat is szállítanak. A jegyet csak egy irányba (Malta felé) kell megváltani, Gozo lakosai pedig jelentős kedvezményt kapnak. A 20. század végén jelentős fejlesztések indultak, új, helyben gyártott, a 2000-es évektől pedig mindkét végükön nyitható komphajók álltak forgalomba, és elkezdődött a két terminál bővítése is. Mġarrban a munkák befejeződtek, jelenleg a ċirkewwai oldal bővítése és a terminál építése zajlik. Jelenleg három hajó (Gaudos, Melita, Ta' Pinu) biztosítja az összeköttetést a szigetek között. Az 1979 óta működő Gozo Channel Company vállalat helyett a kormányzat 2011-től új üzemeltetőt tervezett megbízni a forgalom bonyolításával, 2012 júliusában még előbbi működtette a kompközlekedést.

### Modern hajóközlekedés
Málta a Földközi-tengeren elfoglalt helye miatt fontos állomása volt az átkelő hajóknak. Kikötői római gályáktól kezdve a brit és amerikai repülőgép-hordozókig szinte minden hajótípust fogadtak. Legtöbb kikötője ma csak halászhajók, yachtok és csónakok horgonyzóhelye, nagyobb hajók a Nagy Kikötőben és a szabadkikötőben köthetnek ki. A Valletta Waterfront nemzetközi kikötője ma legalább 7 óceánjárót tud fogadni egyszerre, mediterrán körutak kedvelt állomása, sőt 2010-től kiindulópontja is. Szicília felé naponta van katamarán-összeköttetése.
A teherforgalom nagy részét a Nagy Kikötő és a birżebbuġai Freeport Malta bonyolítja. A partok előtti nemzetközi vizeken teherhajók sora várja, hogy az adriai-tengeri vagy olaszországi kikötők fogadják őket.

### Haditengerészet

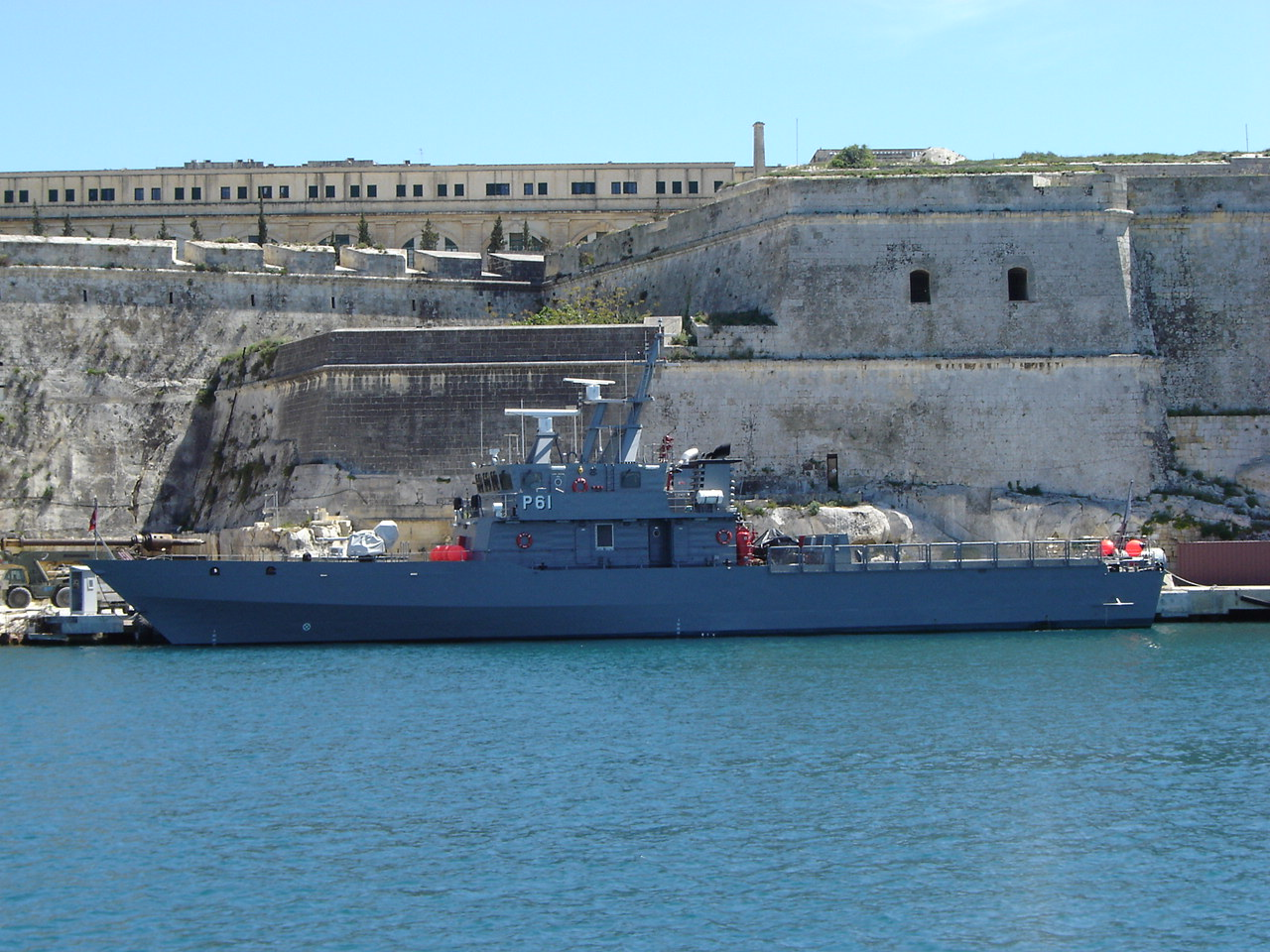
A P-61, 2005 óta a máltai haditengerészet zászlóshajója

Málta elhelyezkedése miatt az ókor óta fontos katonai támaszpont. A középkorig a földközi-tengeri kalózok elleni harc egyik kiindulópontja, ám időnként maguknak a kalózoknak is búvóhelye volt. A Szent János Lovagrend érkezésével az Oszmán Birodalom elleni harc egyik színtere lett. Kikötői indították a lovagok gályáit portyáikra, és látták partraszállni a támadó törököket. 1565-ben, a Nagy Ostrom idején a kikötőkben is harcok dúltak, majd a megszálló franciák elleni harc egyik fontos támogatója is a szigetet blokád alá vonó brit hadiflotta volt.
A 18. században épült az első hajójavító dokk a Nagy Kikötőben, ezzel kezdett kikötőhelyből kikötővé válni. A nagy fejlesztések azonban főként a brit megszállás idején következtek: 1814-ben a Nagy Kikötő lett a brit földközi-tengeri flotta főhadiszállása, amit komoly infrastrukturális fejlesztések, köztük négy szárazdokk építése (1848, 1871, 1899) követett. Az első világháborút hadi cselekmény nélkül vészelte át, ám a második világháborúban Olaszország hadba lépésének másnapján már bombázta a Nagy Kikötőt. 1941. július 26-án az olasz flotta megpróbálta a Nagy Kikötőben megtámadni a brit hajókat, ezt a parti tüzérség és a légierő meghiúsította. A tengelyhatalmak blokád alá vonták a szigeteket, ezután csak hadihajó-konvojoknak sikerült időnként utánpótlást biztosítani Málta számára. 1943-ban itt gyülekezett a szövetséges flotta a szicíliai partraszálláshoz. Ezután ismét brit flotta-támaszpont lett, és 1979-ig az maradt.
A brit haderőben szolgáló máltai csapatokból 1970 novemberében jött létre a Forzi Armati ta' Malta (Armed Forces of Malta, Máltai Fegyveres Erők) haditengerészeti része (Maritime Squadron), Isla központtal. 1977-ben új székhelyre költözött a florianai Hay Wharfra. 1980. április 1-jén létrejön a Fegyveres Erők 1. hadseregének kötelékén belül a Maritime Squadron. 2006. október 30 óta önálló hadtest. Ma 6 repülőgéppel, 5 helikopterrel és 12 hajóval (ebből 2 máltai gyártású) működik. Újabb 2 hajót várhatóan 2010-ben ad át az ausztrál gyártó. A haditengerészet több feladatot is ellát a parti őrségtől a kikötői rendfenntartáson, haltenyészetek őrzésén át a kutatási és mentési feladatokig.

### Balesetek
Málta hatalmas tengeri forgalmához képest viszonylag ritkák a nagyobb hajóbalesetek, inkább jachtok és halászbárkák kerülnek veszélybe a viharokban. A leghíresebb baleset, amely ma már az ország történelmének része, Pál apostol hajótörése volt Xemxija közelében 60-ban. Amforák és egyéb emlékek tanúsága szerint azonban az ókorban nem voltak ritkák a hasonló balesetek. Mivel rengeteg külföldi tulajdonú hajó közlekedik máltai lobogó alatt, ezért Málta neve ennél jóval gyakrabban fordul elő a tengeri balesetek között, ám ezek döntő többségének nincs közvetlen köze az országhoz.
Halálos áldozattal vagy nagy kárral járó balesetek:
- 1916. április 27-én az HMS Russell német aknákra fut a szigetek partjai előtt. A legénység 126 tagja életét veszti, mintegy 600 embert sikerül megmenteni.[27]
- A második világháborúban német vadászok elsüllyesztették a Royal Lady kompot[28]
- 1948. október 30-án a viharos Comino-csatornán felborult egy luzzu, 23 utasa a vízbe fulladt.[28]
- 1957-ben a Banċinu komp egy viharban elszabadult az mġarri kikötőből és Żewwieqa szikláira sodródott. Az egyetlen halálos áldozat a hajó éjjeliőre volt.[28]
- 1969. szeptember: A görög Angel Gabriel tankhajó hatalmas viharba került és kettétört Málta legkeletibb pontján.[29]
- 1994. február 3-án a szárazdokkban javítás alatt álló líbiai Um El Faroud tankhajón egy gázszivárgás miatti robbanásban kilenc munkás vesztette életét. A hajó roncsa ma Wied iż-Żurrieq partja előtt fekszik, kedvelt merülőhely.[30]
- 2006. június 16-án a Szabadkikötőbe éppen behajózott madeirai Blumarlin teherszállító egyik mentőcsónakja a tengerbe zuhant, a legénység egy tagját megölve.[31]
- 2010. október 11-én éjjel a török zászló alatt hajózó Ayhur KRK gabonaszállító elsüllyedt Málta partjai előtt. A 16 fős legénységet a Máltai Haditengerészet kimentette a hajóról.[32]

## Repülés

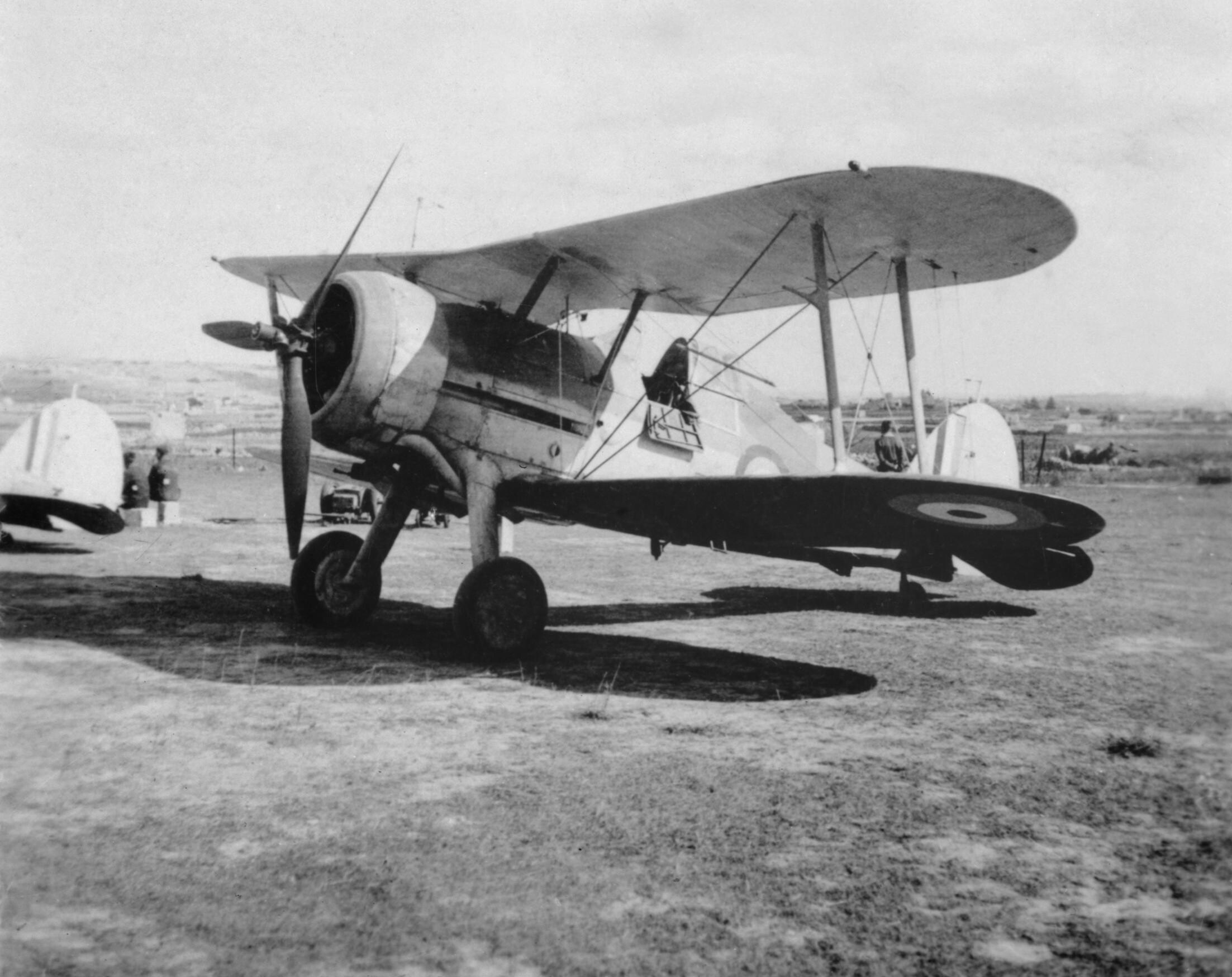
Gloster Gladiator Máltán

Málta légiközlekedése a brit katonai repülőterekkel kezdődött. Négy repülőtér épült: Luqa, Ta' Qali, Ħal Far és Kalafrana. 1940. június 11-én az első támadás a kalafranai repülőteret érte. A védelmet ekkor négy darab Gloster Sea Gladiator kétfedelű biztosította Ħal Far bázissal, júliustól Hawker Hurricane-ekkel erősítették meg őket. 1942 márciusában 15 Spitfire Mk V érkezett erősítésnek. A háború csúcsán kb. 200 repülőgép védte a szigetet. A bombázásokban a repülőterek Luqa kivételével súlyos károkat szenvedtek.
A háború után Kalafrana kivételével a repülőterek tovább szolgáltak: Ta' Qali és Ħal Far katonai, Luqa pedig polgári forgalomra rendezkedett be. A 60-as években a RAF bezárta a katonai repülőtereket. Ta' Qali repülőterét felszámolták, helyét nemzeti park, a Kézműves Falu és iparnegyed foglalja el. Ħal Fart 1967. augusztus 31-én zárták be, ezután 1978-ig amerikai támaszpont lett, majd Luqa átépítése idején polgári repülőtérként szolgált. Ma egyik kifutója versenypálya, a másik közút, területén menekülttábor áll.
A nemzetközi utasforgalmat kezdettől fogva a luqai Ajruport Internazzjonali ta' Malta bonyolította. A pályákat és az épületeket többször felújították, 1987 és 1992 között újat építettek helyettük. A repülőtér az Airport Council International Airport Service Quality Survey 2009 felmérése alapján a MIA 2009-ben Európa 4. legjobb repülőtere volt.

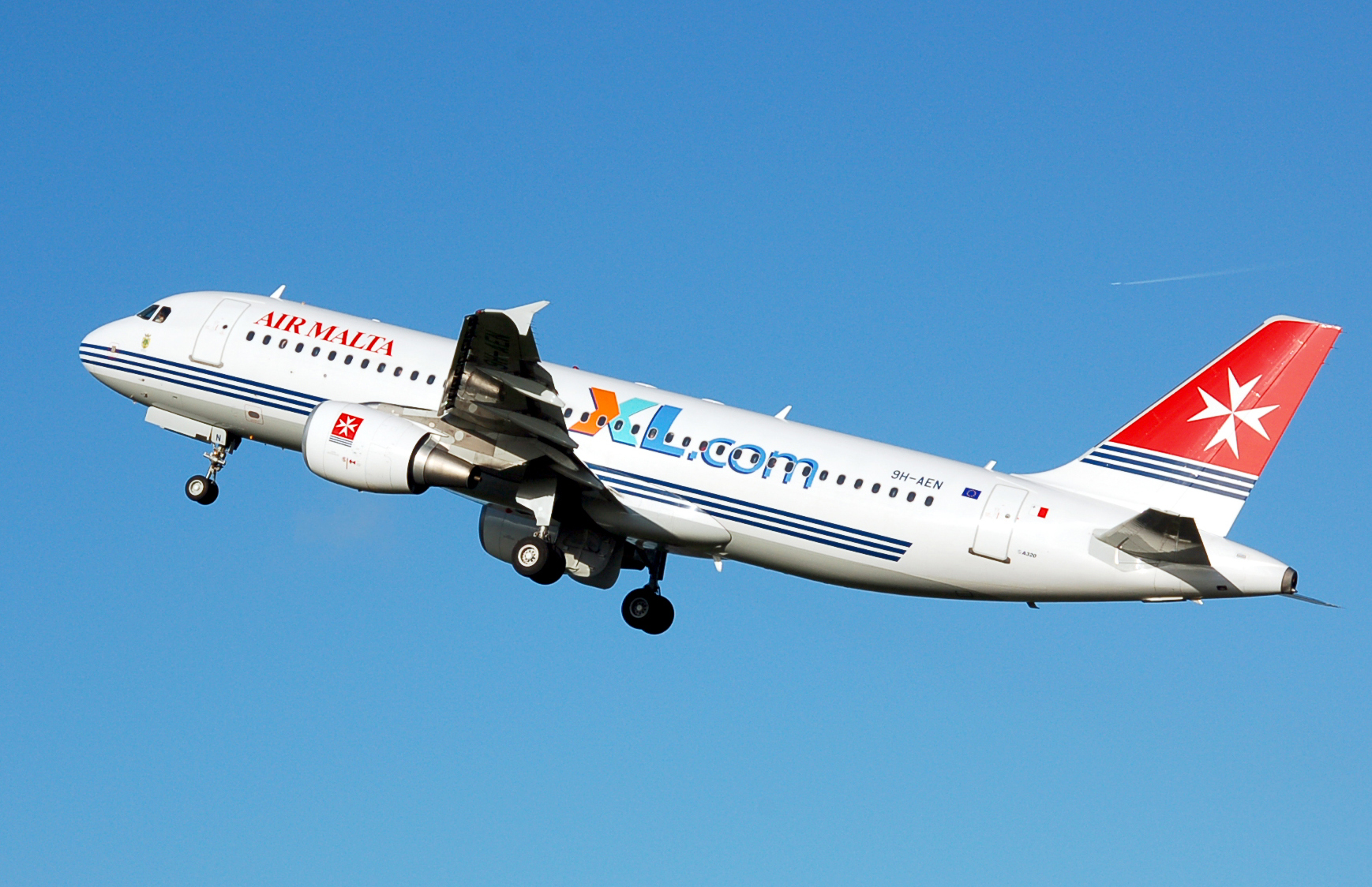
Az Air Malta egyik Airbus A320-asa

### Air Malta
Málta nemzeti légitársasága az Air Malta, 1973. március 21. óta működik. 1992 óta cargo-részlege is van. Jelenleg 98%-ban állami tulajdonban van, 12 géppel közlekedik 50, többségében európai városba, köztük Budapestre. Az Association of European Airlines 2006-os felmérése szerint az Air Malta veszíti el a legkevesebb csomagot.
Helyközi hidroplánjáratok járnak Valletta és a gozói Mġarr, illetve helikopterek Luqa és a gozói repülőtér között.